# Anthene bakeri
Anthene bakeri är en fjärilsart som beskrevs av Druce 1910. Anthene bakeri ingår i släktet Anthene och familjen juvelvingar. Inga underarter finns listade i Catalogue of Life.

## Bildgalleri

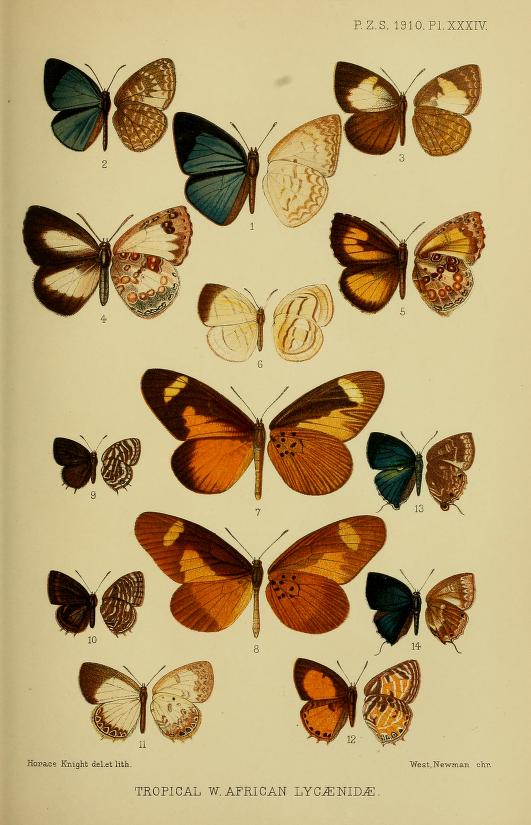